# Kaple svatého Josefa (Rybniště)
Kaple svatého Josefa v Rybništi je římskokatolická orientovaná kaple, často nesprávně označovaná jako kostel. Secesní stavba pochází z let 1909–1912. Autorem návrhu kaple byl varnsdorfský architekt Anton Möller. Poslední rekonstrukcí prošla stavba v roce 2011.

## Historie
Ves Rybniště byla od svého založení na počátku 18. století farně příslušná k sousední Chřibské, kam místní věřící docházeli na pravidelné bohoslužby. Přípravy na stavbu vlastního svatostánku začaly v Rybništi až na počátku 20. století v návaznosti na velký rozvoj obce ve druhé polovině 19. století. Stavební pozemek odkázala ve své závěti pražskému Spolku svatého Bonifáce vdova Teresia Elstnerová z domu čp. 30. Plány kaple zhotovil architekt Anton Möller (1864–1927) z nedalekého Varnsdorfu. Výstavba začala roku 1909, o dva roky později ji na svátek svatého Petra a Pavla dne 29. června 1911 slavnostně vysvětil 15. litoměřický biskup Josef Gross (1866–1931). Kaple byla dokončena až dostavbou věže v roce 1912. Prostředky na výstavbu zajistil především Spolek svatého Bonifáce, dále přispěli farníci a průmyslové podniky. I přes odpor místních sociálních demokratů a učitelského sboru přispěla na stavbu také obec.
V období po druhé světové válce se nenašel dostatek finančních prostředků na potřebnou údržbu, kaple tak zchátrala. Celkovou rekonstrukci v letech 1989–1990 zorganizovali Marcel Hrubý a jiřetínský administrátor Stanislav Havlas. Opravenou kapli požehnal 18. litoměřický biskup Josef Koukl (1926–2010). V následujících letech prošel chrám řadou dílčích oprav. V roce 2004 byly do věže osazeny dva nové zvony, roku 2011 proběhla kompletní rekonstrukce fasády.
Kaple svatého Josefa je ve vlastnictví Římskokatolické farnosti Chřibská a není památkově chráněna. Patří k nemnoha secesním sakrálním stavbám v Česku a zároveň je jednou z nejmladších kaplí okresu Děčín. Pravidelné bohoslužby slouží v neděli od 14.00 hodin administrátor farnosti P. Antonín Sedlák.

## Popis
Jednolodní orientovaná kaple stojí na obdélném půdorysu s odsazeným pětibokým presbytářem. Na jižní stěnu navazuje hranolová věž, průčelí doplňuje předsíň. Původní žluto-bílá fasáda je po poslední rekonstrukci zeleno-modrá. V kapli jsou osazena okna různých tvarů a velikostí, vitrážová okna presbytáře byla restaurována. Štít zdobí nika se sochou patrona kaple, svatého Josefa. Loď je zaklenuta plackou, presbytář valenou klenbou. Mobiliář pochází z doby výstavby kostela. Hlavní oltář zdobí socha svatého Josefa s malým Ježíšem v náručí, po jeho stranách stojí sochy svatého Petra a Pavla. Boční oltáře zdobí sochy Ježíše Krista a Madony. Varhany pocházejí z dílny pražského Heinricha (Jindřicha) Schifnera (1853–1938), který je instaloval pravděpodobně roku 1914. Disponují dvěma manuály s devíti rejstříky a pedálem s dalšími dvěma rejstříky.
Ve věži jsou osazeny tři zvony. Nejstarší zvon se jmenuje svatý Hermann a vyrobila jej v roce 1926 chomutovská zvonařská dílna Richarda Herolda. Jako jediný přežil válečné rekvizice z roku 1942, váží 340 kg, v průměru měří 840 mm a je laděný do tónu b1. Dne 22. května 2004 instalovala firma Boroko dva nové zvony. Svatý Josef o průměru 1005 mm váží 620 kg a je laděn do tónu gis1, svatý Bonifác o průměru 765 mm váží 280 kg a je laděn do tónu cis2.

## Okolí kaple
Kolem kaple prochází červená turistická trasa, která směřuje k Farské kapli (vzdálená vzdušnou čarou přibližně 1 300 m na severozápad). Jihozápadním směrem stojí kaple Tří králů dostupná po modré turistické trase. Farní kostel svatého Jiří ve Chřibské se nachází ve vzdálenosti přibližně 3 kilometry jihozápadním směrem.

## Galerie

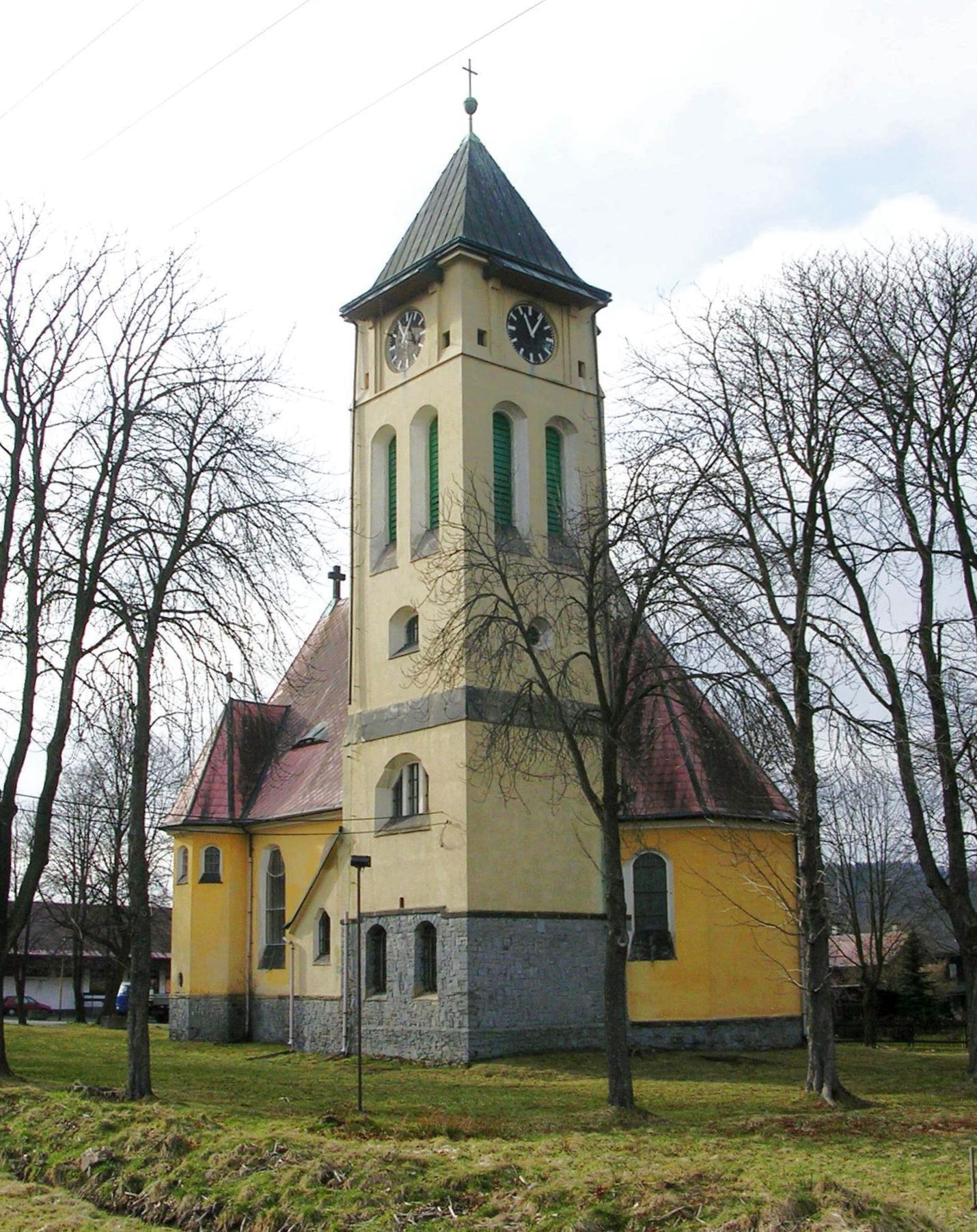
Kostel před poslední rekonstrukcí (2008)
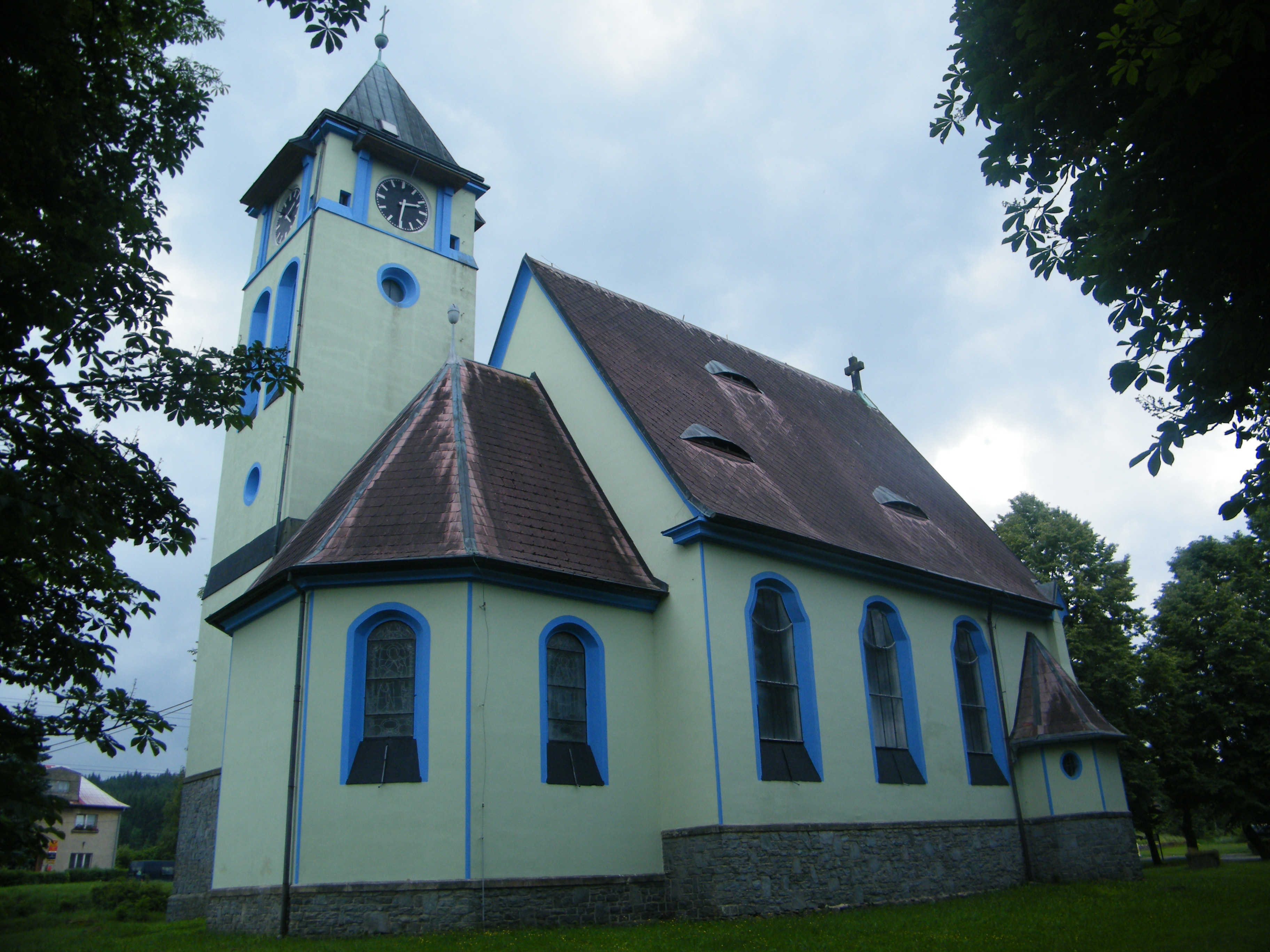
Severní stěna (2016)
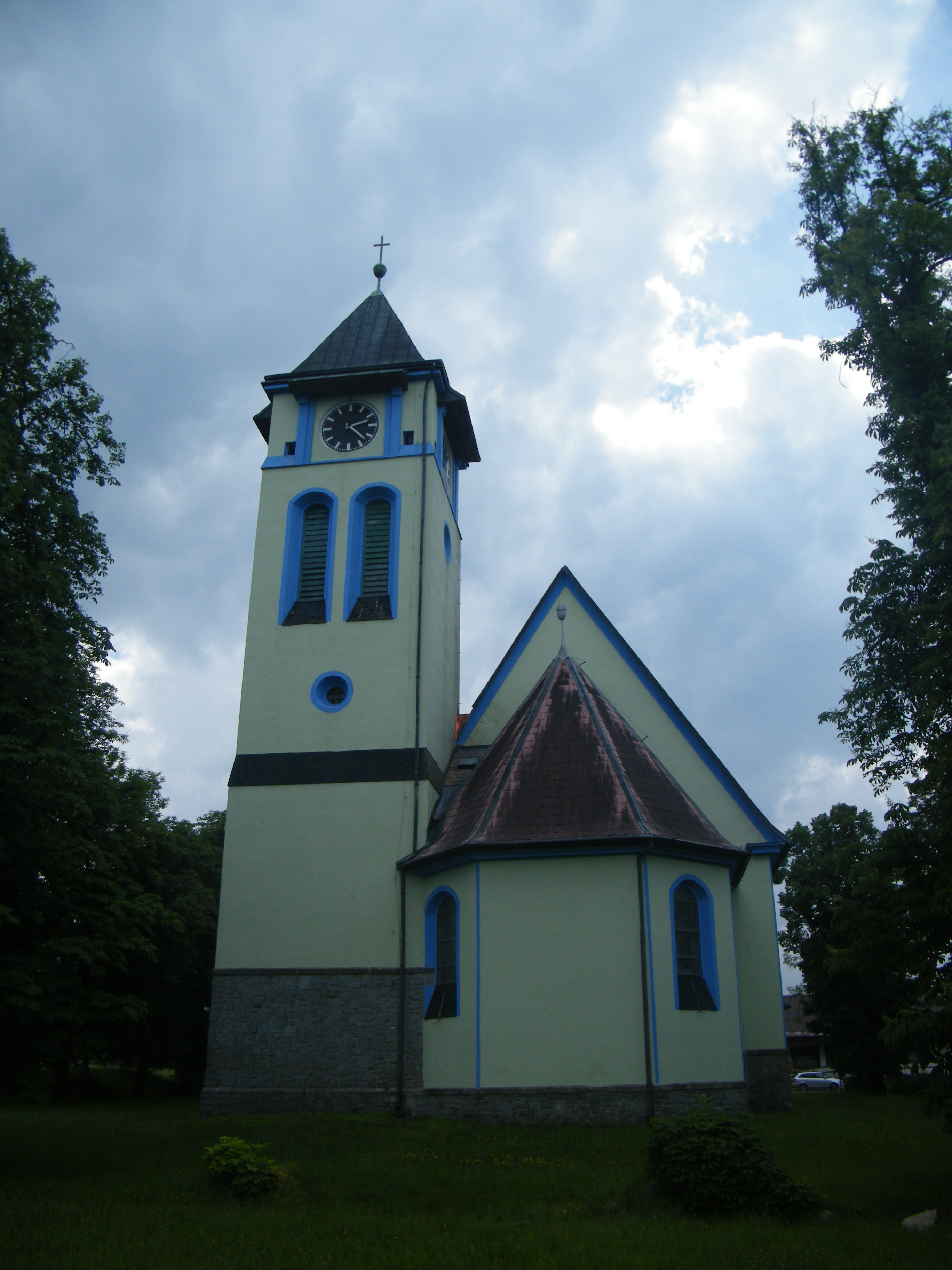
Presbytář s věží (2016)
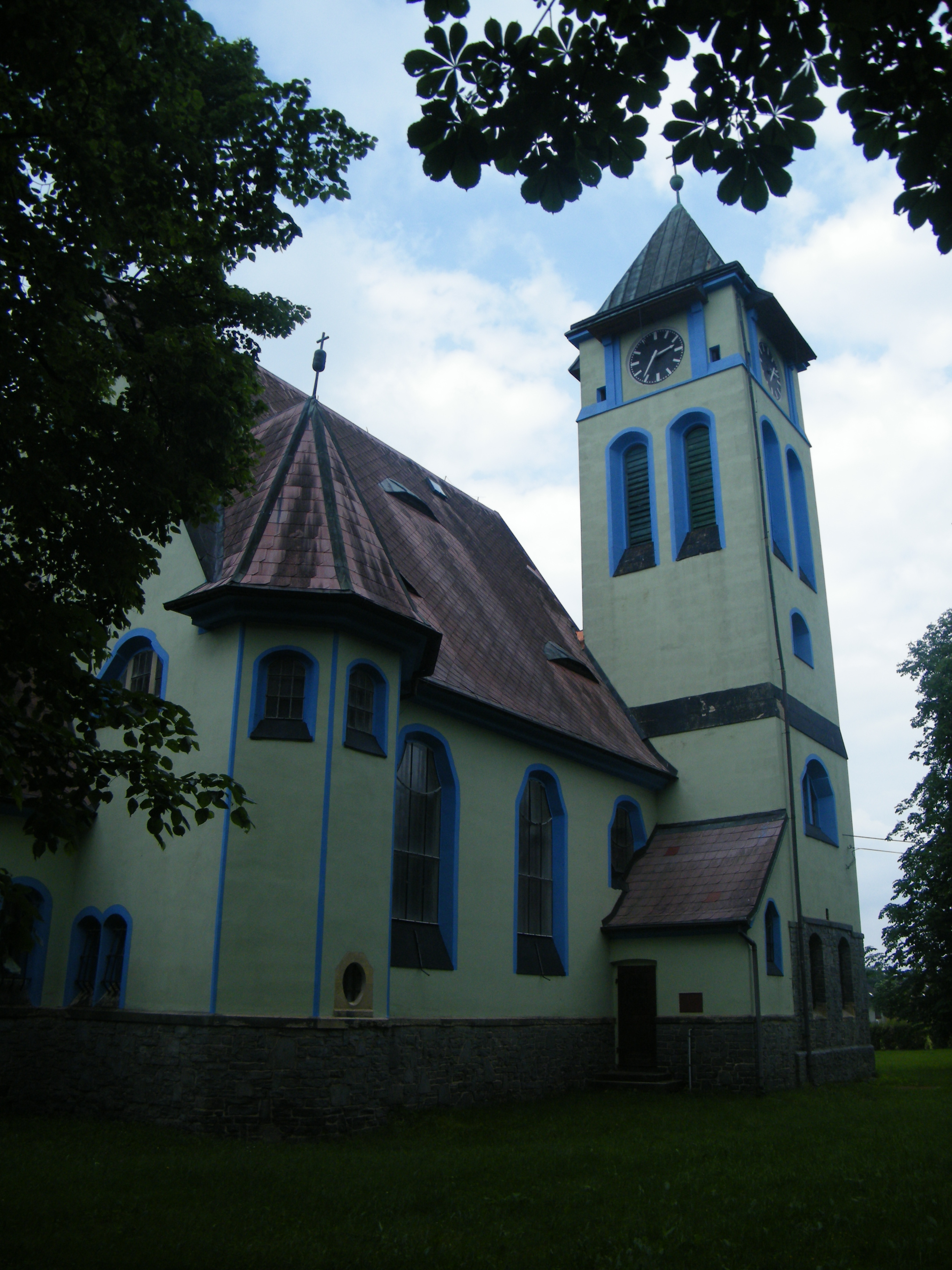
Jižní stěna (2016)